# Кічке-Тан
Держа́вний приро́дний зака́зник регіона́льного зна́чення ко́мплексного про́філю (ГПКЗ) «Кічке́-Тан» — особливо охоронна природна територія республіканського значення, утворена згідно з Постановою кабміну Татарстану від 16 вересня 1997 року № 701; входить до складу природно-заповідного фонду Татарстану. Заснуванням заказника передбачалось оголошення охорони природної системи гирлової ділянки річки Іж з метою збереження природних та штучних екосистем, біологічного різноманіття, рідкісних об'єктів рослинного та тваринного світу, що мешкають та зростають на його території. До 2005 року називався державний природний комплексний заказник «Кічке-Тан».
Адреса: 422213, Татарстан, Агризький район, село Кічкетан, вулиця Тазі Гіззата, будинок 4.
Заказник розташований в Агризькому районі на площі 9795,77 га, з яких 5500 га — це водойми. Адміністрацією заказника здійснюється контроль підвідомчої території та акваторії. Основними задачами є збереження та відновлення природних комплексів та їхніх компонентів, біологічного розмаїття, місць проживання тварин та зростання рослин, занесених до Червоної книги Татарстану, регуляція рекреаційної діяльності, організація та здійснення еколого-просвітницької діяльності.
Найбільш поширеними природними біоценозами заказника є водно-болотні угіддя. На території заказника відмічено 99 видів птахів, 12 з яких занесені до Червоної книги Татарстану: чеглок, чапля біла, чапля сіра, лебідь-шипун, журавель сірий, орлан-білохвіст, уліт великий, кроншнеп великий, очеретянка болотна, різні мартини та качки. Із ссавців тут багато поселень бобрів, ондатри та норки американської, поширені кабан, лисиця, борсук, заєць сірий та заєць білий, ховрах лісовий. Фауна дрібних ссавців представлена 11 видами, з яких мишівка лісова та кутора звичайна занесені до Червоної книги Татарстану. Зустрічаються тут і ведмеді.Серед рослин на озерах зростають глечики.